# Siamesisch-Birmanischer Krieg 1584–1593
Der Siamesisch-Birmanische Krieg 1584–1593 war eine militärische Auseinandersetzung zwischen dem birmanischen Reich Pegu und dem Königreich Ayutthaya.

## Vorgeschichte
Nach der Niederlage Ayutthayas im Jahr 1569 beherrschte der charismatische birmanische König Bayinnaung (reg. 1550–1581) den Großteil des südostasiatischen Festlands. Ayutthaya hatte den Status eines Vasallenkönigreichs. Die ständigen Feldzüge Bayinnaungs hatten sein Reich jedoch an den Rand des wirtschaftlichen Zusammenbruchs geführt. Nach dem Tod Bayinnaungs 1581 bestieg sein Sohn Nandabayin (1535–1600) den Thron von Pegu. In Siam hatte ab 1581 nach und nach Prinz Naresuan (1555–1605), Sohn des Königs Maha Thammaracha und Vizekönig der Nordprovinzen, die Führung übernommen. Es soll eine persönliche Rivalität zwischen Naresuan und Nandabayin geherrscht haben, weil sich ersterer in einem gemeinsamen Feldzug als fähiger erwies als letzterer. 
Es kam zu zunehmenden Spannungen zwischen Ayutthaya und Pegu. 1584 verweigerte Naresuan Nandabayin die Heerfolge. Ihm war zugetragen worden, dass er nur nach Birma gerufen worden war, damit er auf dem Weg überfallen und umgebracht werden konnte. Durch die Weigerung, dem Befehl aus Pegu folgezuleisten, brach er den Vasalleneid. Aus Sicht späterer thailändischer Geschichtsschreiber „erklärte er die Unabhängigkeit“ Siams.

## Verlauf

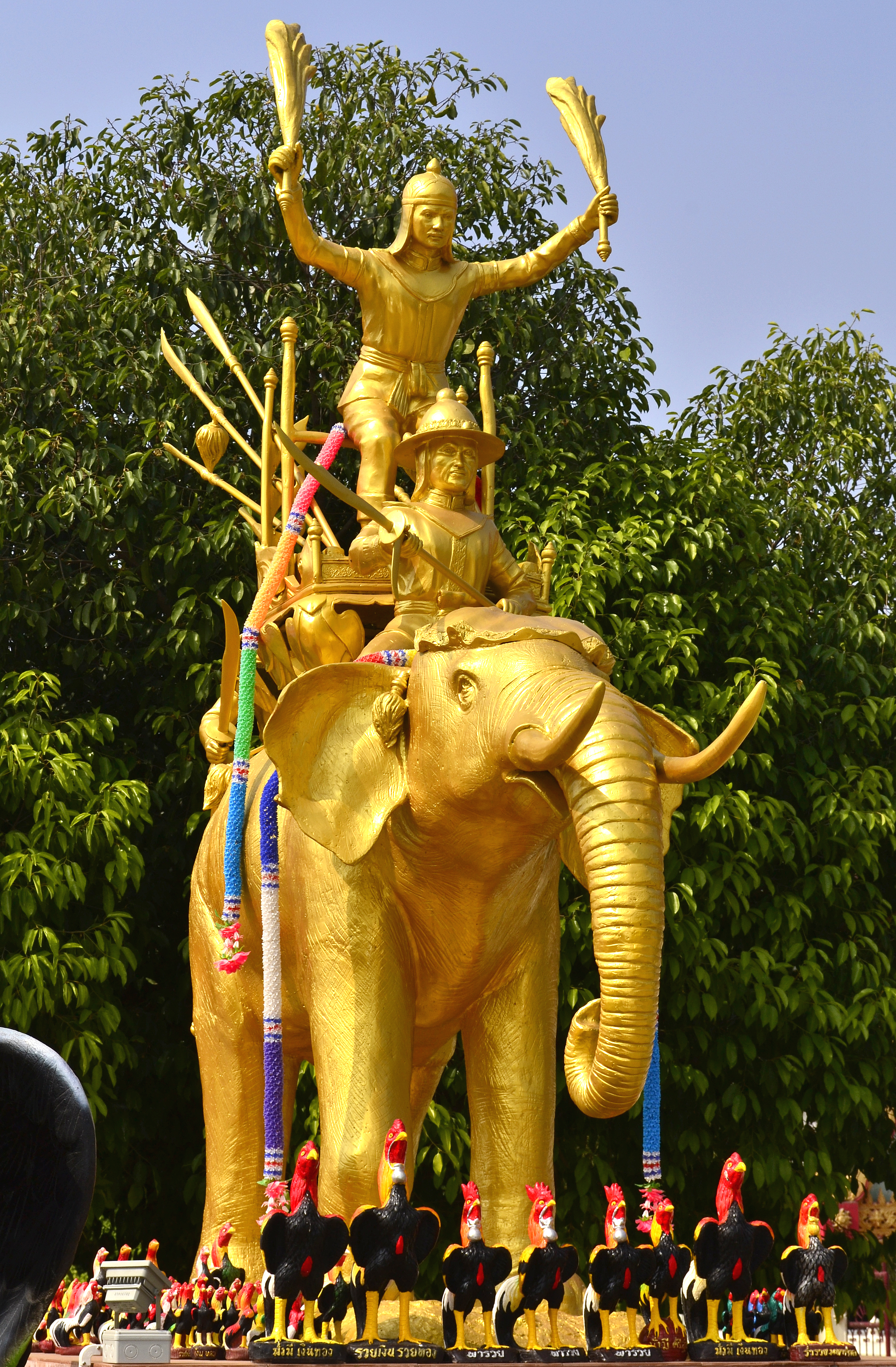
Statue, die König Naresuan auf seinem Elefanten zeigt (Sukhothai)

Nandabayin ließ seine Truppen 1584 von zwei Seiten aus gegen Siam vorgehen, doch wurden beide Armeen zurückgeschlagen. Nach dem Ende der Regenzeit 1586 kehrte er selbst mit drei Armeen zurück, die sich vor der Hauptstadt Siams, Ayutthaya, versammeln und dieses belagern sollten. Während der ersten fünf Monate des Jahres 1587 bombardierten die Birmanen die Stadt, doch mussten sie sich erneut zurückziehen – einerseits wegen des Aufkommens von Krankheiten, andererseits wegen des hinhaltenden Widerstandes der Siamesen unter Naresuan. Er musste sich zurückziehen, wurde von den Siamesen verfolgt und aus dem Land getrieben. 
1590 fiel Nandabayin erneut in Siam ein, und wieder konnte Naresuan, der inzwischen den Thron von Ayutthaya bestiegen hatte, die Birmanen zurückschlagen. Nun rief Nandabayin ein gewaltiges Heer zusammen, das sich 1592 unter dem Befehl seines Sohnes Minkyizwa erneut nach Ayutthaya aufmachte. Gegen diese Armee nahmen die Siamesen unter Naresuan am 15. Januar 1593 bei Nong Sarai (heute möglicherweise in Amphoe Don Chedi, nordwestlich von Suphanburi), die offene Feldschlacht auf. Um die Schlacht zu entscheiden, forderte Naresuan Minkyizwa zum direkten Duell auf dem Rücken ihrer Kriegselefanten heraus. Naresuan tötete Minkyizwa, dessen Truppen in Unordnung gerieten und sich nach Kanchanaburi zurückzogen. Das Heer Ayutthayas setzte ihnen nach und richtete erhebliche Verluste an.

## Auswirkungen
Das siamesische Reich Ayutthaya konnte die Oberhoheit der Birmanen abschütteln, seine Unabhängigkeit sichern und blieb für längere Zeit von birmanischen Einfällen verschont. Im Gegenteil: Naresuan führte in den Folgejahren mehrere Feldzüge gegen Pegu. Dafür erhielt König Naresuan das Epithet „der Große“. 
Einer in Thailand verbreiteten Legende zufolge soll der birmanische König Nandabayin seine schwangere Nebenfrau (und Naresuans Schwester) Prinzessin Suphankanlaya totgeschlagen haben, als er von der Niederlage erfuhr.